# 松山宣言
松山宣言（まつやませんげん）は、1999年9月12日、松山にて有馬朗人、芳賀徹、上田真、金子兜太、ジャン＝ジャック・オリガス、宗左近の各氏によって全世界の詩人に向けて発出した、21世紀において短詩型文学としての俳句の可能性と方向性を示唆する宣言。

## 経緯
1999年7月18日に松山宣言調整会議（事務局代表西村我尼吾）が愛媛県松山市で開催され、松山宣言の原案が作成された。その後の調整を経て、1999年9月12日に開催された「しまなみ海道99国際俳句コンベンション」において、有馬朗人文部大臣・科学技術庁長官（当時）の基調講演を経て、パネルディスカッションが行われ、松山宣言が発表された。当日の状況は松山大学情報処理室のシキ・チームによって全世界に向けてインターネット実況中継された。また10月2日にBSフォーラム「俳句革新宣言」にてパネルディスカッションを中心に大会の模様が放映された。

## 内容
松山宣言において、「俳句は世界の文学である。俳句は、世界のあらゆる民族に向かって開かれている。いま、この小さな十七音の短詩型が、世界のあらゆる詩歌の可能性を広げようとしている。日本の詩歌が西洋の詩歌に大いに影響を受けたように、俳句が欧米の詩的状況に与えた影響もまた多大であった」ことが述べられている。

### 構成
松山宣言は7つのパートで構成されている。
1. 松山という土壌
2. 世界への広がり
3. なぜ世界に広がりえたのか（俳句の本質論）
4. 定型・季語の問題
5. 世界の一流の詩人への「かげとひびき」
6. 俳句の国際化・普遍志向・独立志向
7. 詩を万人の手の中に取り戻そう（21世紀における世界の詩の革命）

### 作成委員
- 有馬朗人（文部大臣・科学技術庁長官）
- 芳賀徹（京都造形芸術大学学長）
- 上田真（アメリカスタンフォード大学名誉教授）
- 金子兜太（現代俳句協会会長）
- ジャン＝ジャック・オリガス（Jean-Jacques Origas、フランス東洋語学研究所教授）
- 宗左近（詩人）

（肩書きは全て当時）

## 海外での議論（外部リンク）
- TIME World
- Breaking the Rules of Haiku
- Haiku Oz the enjoyment of haiku
- Modern Haiku
- About The World Haiku Club
- Modern Haiku Haiku Mainstream
- Toward an Aesthetic for English-Language Haiku by Lee Gurga